# Hans Adolf Winter
Hans Adolf Winter (* 30. Januar 1892 in München; † 1981) war ein deutscher Violinist, Rundfunkdirigent, Komponist und Musikpädagoge.

## Leben und Werk
Hans Adolf Winter wurde als Sohn des königlichen Kammermusikers Oskar Winter und seiner Frau Therese Esterhammer geboren. Er studierte von 1905 bis 1908 an der Münchner Akademie der Tonkunst bei Friedrich Klose (Komposition), Felix Mottl (Dirigieren) und Felix Berber (Violine).
Von 1907 bis 1909 wirkte er als 1. Violinist am Hoftheater München. Von 1910 bis 1912 wirkte er als 2. Kapellmeister an der Hamburger Volksoper in Hamburg. Von 1912 bis 1914 wirkte er als Kapellmeister und Operndirektor der Moody-Manners Opern Co. London. Von 1914 bis 1918 war Hans Adolf Winter Zivilgefangener in England. Von 1924 bis 1942 wirkte er als Erster Dirigent beim Bayerischen Rundfunk.
In seinen späten Jahren wirkte Hans Adolf Winter in München als Musikpädagoge. Seinen Ruhestand verbrachte er in Breitbrunn am Ammersee.
Hans Adolf Winter schrieb einige kammermusikalische Werke.